# Laxmi Sagar, Pandavapura
Laxmi Sagar là một làng thuộc tehsil Pandavapura, huyện Mandya, bang Karnataka, Ấn Độ.